# 페데리코 발차레티
페데리코 발자레티(이탈리아어: Federico Balzaretti, 1981년 12월 6일 ~ )는 이탈리아의 은퇴한 축구 선수이다.